# The Signpost
The Signpost (precedentemente The Wikipedia Signpost) è il quotidiano online di Wikipedia in inglese. Gestito dalla comunità di Wikipedia, è pubblicato online con contributi degli editori di Wikipedia.  Il giornale riferisce sulla comunità di Wikipedia ed eventi relativi a Wikipedia, tra cui le sentenze del Comitato Arbitrale,  problemi della Wikimedia Foundation, e altri progetti relativi a Wikipedia.

## Storia
È stata fondata nel gennaio 2005 dal Wikipedian Michael Snow. Originariamente chiamato The Wikipedia Signpost, il titolo del giornale è stato successivamente abbreviato in The Signpost nell'agosto 2010. Snow ha continuato a collaborare fino alla sua nomina nel febbraio 2008 al Consiglio di fondazione della Wikimedia Foundation.
Il Signpost è stato oggetto di analisi accademiche nel Forum sociologico, la rivista sui movimenti sociali Interface, e la New Review of Academic Librarianship, ed è stato consultato per i dati su Wikipedia da ricercatori del Los Alamos National Laboratory and Dartmouth College. È stato coperto da The New York Times,  The Register,  Nonprofit Quarterly,  e Heise Online. Il libro Wikipedia: The Missing Manual chiamato The Signpost è una lettura essenziale per i nuovi ambiziosi editor di Wikipedia.